# 時中會
時中會，是日治朝鮮時代天道教新派指導者成立的團體，是政治色彩強烈的親日宗教團體。

## 歷史
天道教在三一獨立運動後分為兩派，新派以崔麟為中心主張放棄獨立，改為追求自治。時中會就是實踐自治論的團體。1934年11月以崔麟為中心的天道教新派教徒受朝鮮總督府的指導成立了時中會。

## 宗旨
團体的目的是「為建設新興朝鮮民衆的新生活、新文化」與「與日本民族渾然一体一致合作以擴充自立的實力」，是提倡內鮮一體論的團體。1935年有會員258名。
具体的方針是改變朝鮮人的衣食住風俗，時中會在日中戰爭爆發後親日色彩增強，1938年國民總力朝鮮聯盟成立後時中會也宣佈加入並自行解散。